# Чемпіонат світу з трекових велоперегонів 2023
Чемпіонат світу з трекових велоперегонів 2023 проходив з 3 по 9 серпня 2023 року в Глазго, Велика Британія на Sir Chris Hoy Velodrome.

## Медалісти

### Чоловіки
| Дисципліна                         | Золото                                                                                       | Срібло                                                                          | Бронза                                                           |
| Гіт (1 км)                         | Джефрі Гогланд                                                                               | Метью Глетцер                                                                   | Томас Корніш                                                     |
| Індивідуальна гонка переслідування | Філіппо Ганна                                                                                | Деніел Бігем                                                                    | Джонатан Мілан                                                   |
| Командна гонка переслідування      | Данія Ніклас Ларсен Карл-Фредерік Беворт Лассе Норман Гансен Расмус Педерсен Фредерік Мадсен | Італія Філіппо Ганна Франческо Ламон Джонатан Мілан Манліо Моро Сімоне Консонні | Нова Зеландія Аарон Гейт Кемпбелл Стюарт Том Секстон Нік Кергозу |
| Спринт                             | Гаррі Лаврейсен                                                                              | Ніколас Пол                                                                     | Джек Карлін                                                      |
| Командний спринт                   | Нідерланди Рой ван ден Берг Гаррі Лаврейсен Джефрі Гогланд                                   | Австралія Лі Гоффман Метью Річардсон Метью Ґлетцер Томас Корніш                 | Франція Флоріан Гренгбо Себастьєн Віж'є Раян Еляль               |
| Кейрін                             | Кевін Кінтеро                                                                                | Метью Річардсон                                                                 | Шінджі Накано                                                    |
| Скретч                             | Вільям Тідболл                                                                               | Кадзусіге Кубокі                                                                | Тюр Денс                                                         |
| Гонка за очками                    | Аарон Гейт                                                                                   | Альберт Торрес                                                                  | Фабіо Ван ден Босхе                                              |
| Медісон                            | Нідерланди Ян-Віллем ван Схіп Йоері Хавік                                                    | Велика Британія Марк Стюарт Олівер Вуд                                          | Нова Зеландія Аарон Гейт Кемпбелл Стюарт                         |
| Омніум                             | Іурі Лейтао                                                                                  | Бенжамін Тома                                                                   | Шунсуке Імамура                                                  |
| Гонка на вибування                 | Ітан Вернон                                                                                  | Ділан Бібік                                                                     | Елія Вівіані                                                     |

- Спортсмени, виділені курсивом, брали участь у чемпіонаті, але не змагались у фіналі.

### Жінки
| Дисципліна                         | Золото                                                                           | Срібло                                                                  | Бронза                                                                        |
| Гіт (500 м)                        | Емма Гінце                                                                       | Крістіна Клонан                                                         | Леа Фрідріх                                                                   |
| Індивідуальна гонка переслідування | Хлоя Дагерт                                                                      | Франциска Брауссе                                                       | Брайоні Бота                                                                  |
| Командна гонка переслідування      | Велика Британія Кеті Арчибальд Елінор Баркер Джосі Найт Анна Морріс Меган Баркер | Нова Зеландія Мікаела Драммонд Еллі Волластон Емілі Шерман Брайоні Бота | Франція Маріон Боррас Валентайн Фортін Клара Коппоні Марі Ле Не Віктуар Берто |
| Спринт                             | Емма Фінукан                                                                     | Леа Фрідріх                                                             | Еллесс Ендрюс                                                                 |
| Командний спринт                   | Німеччина Пауліна Ґрабош Емма Гінце Леа Фрідріх                                  | Велика Британія Лорен Белл Софі Кейпвелл Емма Фінукейн                  | КНР Гуо Юйфан Бао Шаньцзюй Юань Ліюїн                                         |
| Кейрін                             | Еллесс Ендрюс                                                                    | Марта Байона                                                            | Леа Фрідріх                                                                   |
| Скретч                             | Дженіфер Валенте                                                                 | Майке ван дер Дуйн                                                      | Мікаела Драммонд                                                              |
| Гонка за очками                    | Лотте Копекі                                                                     | Джорджія Бейкер                                                         | Цуяка Учіно                                                                   |
| Медісон                            | Велика Британія Ніа Еванст Елінор Баркер                                         | Австралія Джорджія Бейкер Александра Менлі                              | Франція Віктуар Берто Клара Коппоні                                           |
| Омніум                             | Дженіфер Валенте                                                                 | Амалія Дідеріксен                                                       | Лотте Копекі                                                                  |
| Гонка на вибування                 | Лотте Копекі                                                                     | Валентін Фортен                                                         | Дженіфер Валенте                                                              |

- Спортсмени, виділені курсивом, брали участь у чемпіонаті, але не змагались у фіналі.

## Загальний медальний залік
*   Країна-господарка ( Велика Британія)
| Місце                | Країна               | Золото | Срібло | Бронза | Загалом |
| -------------------- | -------------------- | ------ | ------ | ------ | ------- |
| 1                    | Велика Британія*     | 5      | 3      | 1      | 9       |
| 2                    | Нідерланди           | 4      | 1      | 0      | 5       |
| 3                    | США                  | 3      | 0      | 1      | 4       |
| 4                    | Німеччина            | 2      | 2      | 2      | 6       |
| 5                    | Нова Зеландія        | 2      | 1      | 5      | 8       |
| 6                    | Бельгія              | 2      | 0      | 3      | 5       |
| 7                    | Італія               | 1      | 1      | 2      | 4       |
| 8                    | Данія                | 1      | 1      | 0      | 2       |
| 8                    | Колумбія             | 1      | 1      | 0      | 2       |
| 10                   | Португалія           | 1      | 0      | 0      | 1       |
| 11                   | Австралія            | 0      | 6      | 1      | 7       |
| 12                   | Франція              | 0      | 2      | 3      | 5       |
| 13                   | Японія               | 0      | 1      | 3      | 4       |
| 14                   | Іспанія              | 0      | 1      | 0      | 1       |
| 14                   | Канада               | 0      | 1      | 0      | 1       |
| 14                   | Тринідад і Тобаго    | 0      | 1      | 0      | 1       |
| 17                   | КНР                  | 0      | 0      | 1      | 1       |
| Загалом (17 збірних) | Загалом (17 збірних) | 22     | 22     | 22     | 66      |

## Україна на чемпіонаті
Україну на чемпіонаті представляли Алла Білецька у спринті та Микита Яковлев у гонці за очками.